# اتفاقية منظمة التعاون الاقتصادي والتنمية
اتفاقية منظمة التعاون الاقتصادي والتنمية (OECD) هي معاهدة 1960 التي انتقلت من منظمة التعاون الاقتصادي الأوروبي إلى منظمة التعاون الاقتصادي والتنمية. وتنص المعاهدة على أن قرارات الإتفاقية ملزمة للأعضاء الذين يصوتوا لصالح هذه القرارات ساعة أن يتم الموافقة على تلك القرارات وفقاً للإجراءات الدستورية لهؤلاء الأعضاء.